# Xeromelecta larreae
Xeromelecta larreae är en biart som först beskrevs av Cockerell 1900.  Xeromelecta larreae ingår i släktet Xeromelecta och familjen långtungebin. Inga underarter finns listade i Catalogue of Life.